# Lego Friends
Pour les séries télévisées d'animation dérivées, voir Lego Friends (séries télévisées d'animation).
 (juillet 2013).
Si vous disposez d'ouvrages ou d'articles de référence ou si vous connaissez des sites web de qualité traitant du thème abordé ici, merci de compléter l'article en donnant les références utiles à sa vérifiabilité et en les liant à la section « Notes et références ».
Lego Friends (stylisé LEGO Friends) est la cinquième gamme du jouet de construction Lego dite « pour filles » après l'arrêt de Belville.

## Concept, partenariats et concours
Après avoir essuyé plusieurs échecs avec Lego Homemaker en 1971, Lego Scala I en 1979, Lego Paradisa en 1992, Lego Belville en 1994, Lego Scala II en 1997 et Lego Clikits en 2003 (des bijoux à confectionner), Lego a lancé en 2010 une nouvelle gamme de jouets destinée à un public féminin avec Lego Friends. Ce nouveau thème a eu tellement de succès (4es meilleures ventes derrière City, Star Wars et Ninjago) qu'il a permis à la marque de dépasser, en 2012, Playmobil en termes de parts de marché. Ce thème a aussi conduit à l'apparition de la « Mini-poupée » car selon des tests effectués par Lego, les minifig attirent moins les filles que les mini-poupées actuelles. Ces mini-poupées sont également utilisées depuis 2014 dans les thèmes Disney Princess et Disney. Lego Friends a aussi engendré de nouvelles couleurs et, pour des raisons de coût, en a aussi supprimées.
Les sets de chevaux ont été créés en partenariat avec le salon du Cheval de Paris de 2012[réf. souhaitée].
Lego organise, en partenariat avec Toys "R" Us, dès mi-janvier 2017 un concours international permettant aux enfants de proposer un « set idéal » à Lego. Le gagnant (en l'occurrence une britannique de 8 ans du nom de Sienna) voit son set créé, avec une figurine à son effigie. Il remporte également un voyage à Billund, au Danemark, la ville originelle de The Lego Group. Le nom de la gagnante a été révélé en mars, ainsi que le nombre de participants : 28 421 dans le monde, dont 2 747 en France. La boîte de jeu est mise en vente en septembre 2017.

## Personnages
Les aventures Lego Friends ont cinq personnages principaux : Mia, Olivia, Stéphanie, Emma et Andréa, parfois rejointes par des personnages secondaires. Dans presque tous les sets de musique, en 2015, apparaît également Livi la chanteuse. Trois d'entre elles ont été nommées d'après les anciennes poupées Lego Scala II : Andréa, Olivia et Emma.[réf. nécessaire]
Mia
Elle est passionnée d'animaux et d'équitation, discipline dans laquelle elle est championne. Elle est rousse, a des taches de rousseur et a les yeux noisette. Mia apparaît le plus souvent dans des boîtes Lego Friends avec des animaux ou pour ses loisirs (comme boulangère ou magicienne). Elle veut devenir vétérinaire. Sa devise est « l'important c'est de participer » ; elle est volontaire, terre-à-terre et débrouillarde. 
Emma
Emma adore rigoler et s'amuser mais surtout le karaté, discipline dans laquelle est championne et la meilleure élève de son professeur. Elle a les cheveux bruns et les yeux verts. Elle apparaît le plus souvent dans des boîtes Lego en rapport avec ses loisirs et passions (son cours de karaté et les animaux). Elle veut devenir styliste ou architecte d'intérieur. Sa devise est « souris à la vie » ; elle est créative et rêveuse. Elle travaille dur pour garder ses amies, Mia, Stéphanie, Andréa, et Olivia.
Stéphanie
Active, Stéphanie est toujours partante pour aider ses amis et adore faire la cuisine mais surtout elle aime organiser des fêtes et soirées. Elle est blonde et a des yeux bleu foncé. Stéphanie apparaît le plus souvent dans des boîtes Lego liées à ses loisirs (le football, la danse et la musique). Elle veut devenir organisatrice de fête ou éditeur. Sa devise est « ne jamais dire jamais » ; elle est organisée, énergétique et travailleuse. Elle est la plus autoritaire du groupe, mais terre-à-terre.
Olivia
Grande scientifique, Olivia adore être avec ses amis et faire des expériences. Elle a les cheveux bruns et des yeux d'une couleur similaire à ceux de Mia, quoique différente. Les boîtes Lego dans lesquelles Olivia apparaît le plus souvent sont en rapport avec ses passions (les sciences et son arbre). Elle veut devenir une scientifique reconnue. Sa devise est « pas de problème, que des solutions » ; elle est intelligente et studieuse. Olivia a aussi le béguin pour Jacob, un garçon étudiant dans son école qui partage ses sentiments.
Andréa
Serveuse du café du parc, Andréa est une chanteuse professionnelle et adore danser. Elle a la peau brun foncé, les cheveux bruns et les yeux verts. Dans les boîtes Lego, ses loisirs et passions (le chant et la danse) sont des thèmes récurrents. Elle veut devenir musicienne, chanteuse ou compositrice. Sa devise est « la vie est plus belle en chanson » ; elle est enjouée, dynamique et pleine d'idées. Andréa est une bonne cuisinière, et une excellente chanteuse. Elle a confiance en elle et est charismatique.

## Adaptations

### Vidéofilm
Le vidéofilm Lego Friends : Pop Star, le concert de l'année !, réalisé par Darren Campbell et Christian Cheschire, sort exclusivement en France le 3 février 2016.

### Série télévisée d'animation
En juin 2012, les deux premiers épisodes d'une série télévisée tirée de Lego Friends font leur apparition en France sur la chaîne Gulli.

### Web-série
Durant l'année 2014, le premier épisode d'une web-série est publié sur le site officiel de Lego Friends[réf. nécessaire].

### Ouvrages
Lego Friends : L'Encyclopédie des personnages, écrit par Catherine Saunders, regroupe tous les personnages et lieux de l'univers Friends sortis entre 2012 et 2014. Avec 174 pages, il est publié originellement par Dorling Kindersley le 1er juillet 2014 puis en France par Huginn & Muninn le 7 novembre.